# Hikari (Yamaguchi)
Hikari (光市?) è una città giapponese della prefettura di Yamaguchi.